# Vinogradeț, Pazardjik
Vinogradeț (în bulgară Виноградец) este un sat în comuna Septemvri, regiunea Pazardjik,  Bulgaria. 

## Demografie
Componența etnică a satului Vinogradeț
     Bulgari (76,09%)
     Romi (20,45%)
     Nicio identificare (3,44%)
     Altele (0,27%)
La recensământul din 2011, populația satului Vinogradeț era de 1.481 locuitori. Din punct de vedere etnic, majoritatea locuitorilor (76,09%) erau bulgari, cu o minoritate de romi (20,45%). Pentru 3,44% din locuitori nu este cunoscută apartenența etnică.